# مدير المشروع

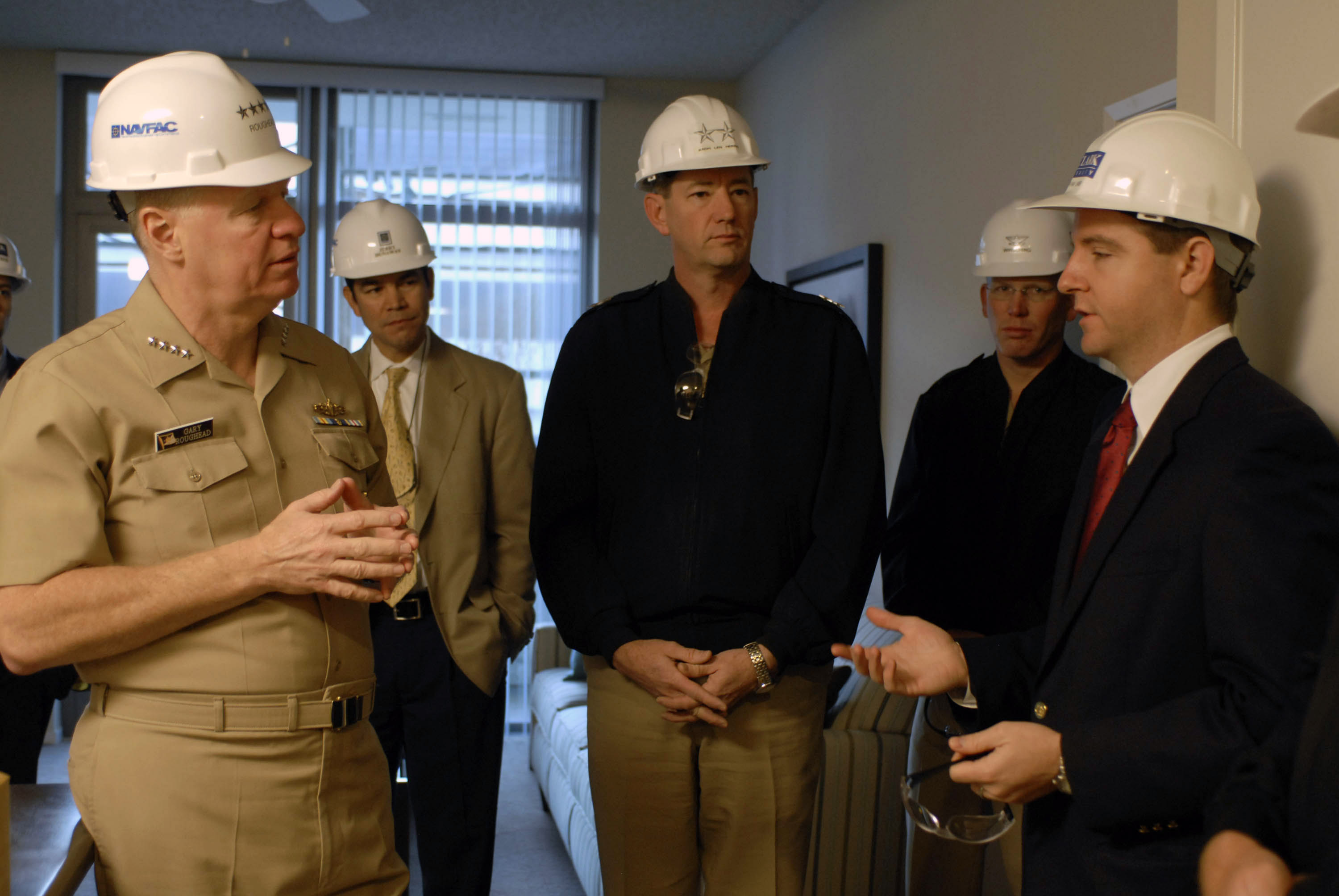
رئيس العمليات البحرية في البحرية الأمريكية الأدميرال جاري روجهيد (يسار) يتحدث مع مديري المشروع

مدير المشروع (بالإنجليزية: Project manager) هو شخص محترف في مجال إدارة المشاريع . يقع على عاتق مديري المشاريع مسؤولية التخطيط وتنفيذ المشروع، في أي مشروع له نطاق محدد وبداية محددة ونهاية محددة. مديرو المشاريع هم نقطة الاتصال الأولى لأية مشكلات أو اختلافات تنشأ بين رؤساء الأقسام المختلفة في المنظمة قبل أن تتفاقم المشكلة إلى السلطات العليا.
مدير المشروع هو الشخص المسؤول عن قيادة المشروع وإدارة سير العمل بسلاسة. بشكل عام، وهو يقود فريقًا طوال مدة المشروع الذي يكون مسؤولاً عنه.
إدارة المشاريع هي مسؤولية مدير المشروع. يسعى مدير المشروع إلى الحفاظ على التقدم والتفاعل المتبادل والمهام بين الأطراف المختلفة بطريقة تقلل من خطر الفشل، وتعظيم الفوائد، وتقليل التكاليف.
تشير مفهوم كلمة مدير المشروع إلى امتلاك مهارات جيدة في التعامل مع الآخرين، بالإضافة إلى المعرفة التقنية في مجال المسؤول عنه.

## ملخص
مدير المشروع هو المسؤول عن تحقيق أهداف المشروع.
تشمل مسؤوليات مدير المشروع ما يلي:
- تحديد أهداف المشروع وتوصيلها بشكل واضح ومفيد وقابل للتحقيق
- توفير متطلبات المشروع مثل القوى العاملة والمعلومات المطلوبة والاتفاقيات المختلفة والمواد أو التكنولوجيا اللازمة لإنجاز أهداف المشروع
- إدارة قيود مثلث إدارة المشروع وهي التكلفة والوقت والنطاق والجودة.

مدير المشروع هو ممثل العميل وعليه تحديد وتنفيذ الاحتياجات الدقيقة للعميل. يتطلب مديرو المشاريع خبرة في المجال الذي يعمل فيه للتعامل بكفاءة مع جميع جوانب المشروع. إن القدرة على التكيف مع الإجراءات المختلفة للعميل وتكوين روابط قوية مع الممثلين المعينين أمر مهم لضمان إمكانية تحقيق القضايا الرئيسية المتعلقة بالتكلفة والوقت والجودة وقبل كل شيء رضا العميل.

## المواضيع الرئيسية لإدارة المشاريع
قد تشمل المجالات المهمة لإدارة المشاريع ما يلي: 
- تحديد الأسباب التي تجعل المشروع ذو أهمية
- تحديد جودة المنتجات النهائية.
- تقدير الموارد
- تقدير الجداول الزمنية
- التفاوض على الاستثمار والتمويل
- تنفيذ خطة الإدارة في المشروع
- بناء الفريق والتحفيز
- تقييم المخاطر والتغييرات في المشروع
- الحفاظ على المشاريع المستدامة
- مراقبة التقدم المحرز في تنفيذ الخطط
- إدارة أصحاب المصلحة

وقد أشار جورج روث (بالإنجليزية: George Roth) وهيلاري برادبري (بالإنجليزية: Hilary Bradbury) إلى الرغبة في المزيد من القيادة غير الاستبدادية وتكون تعاونية في العمل على المشاريع.

### أدوات المشروع
قد تكون بعض الأدوات والمعارف والتقنيات لإدارة المشاريع فريدة من نوعها، على سبيل المثال: هياكل تقسيم العمل، وتحليل المسار الحرج، وإدارة القيمة المكتسبة. من خلال فهم وتطبيق الأدوات والتقنيات المعترف بها، حيث أن الممارسات الجيدة وحدها لا تكفي لإدارة المشاريع بشكل جيد. تتطلب الإدارة الفعالة للمشاريع أن يفهم مدير المشروع ويستخدم المعرفة والمهارات.

### فرق المشروع
عند تكوين فريق العمل، يجب على المدير أن يأخذ بعين الاعتبار المهارات الفنية لكل عضو في الفريق، والكيمياء بين العمال. يتكون فريق المشروع بشكل أساسي من ثلاثة مكونات منفصلة: مدير المشروع والفريق الأساسي والفريق المتعاقد.

### مخاطر
معظم قضايا إدارة المشاريع التي تؤثر على المشروع تنشأ من المخاطر، يركز مديرو المشاريع الناجحون على هذا باعتباره اهتمامهم الرئيسي ويحاولون تقليل المخاطر بشكل كبير، غالبًا من خلال الالتزام بسياسة الاتصال المفتوح، والتأكد من أن المشاركين في المشروع يمكنهم التعبير عن آرائهم ومخاوفهم.

## المسؤوليات
مدير المشروع مسؤول عن التأكد من أن كل فرد في الفريق يعرف دوره وينفذه، ويعرف أدوار أعضاء الفريق الآخرين ويتصرف بناءً على الاعتقاد بأن هذه الأدوار سيتم تنفيذها.
قد تختلف المسؤوليات المحددة لمدير المشروع حسب المشروع وحجم الشركة ونضج الشركة وثقافة الشركة.
ومع ذلك، هناك بعض المسؤوليات المشتركة بين جميع مديري المشاريع، ومن بينها:
- تطوير خطط المشروع
- إدارة أصحاب المصلحة في المشروع
- إدارة الاتصالات
- إدارة فريق المشروع
- إدارة مخاطر المشروع
- إدارة جدول المشروع
- إدارة ميزانية المشروع
- إدارة صراعات المشروع
- إدارة تسليم المشروع
- إدارة العقود

## أنواع

### مدير المشروع المعماري
مدير المشروع المعماري هو مدير في مجال الهندسة المعمارية. بجب ان يمتلك العديد من المهارات تتشباك مع نفس مهارات نظراؤهم في صناعة البناء .
سوف يعمل في كثير من الأحيان بشكل وثيق مع مدير مشروع البناء في مكتب المقاول العام، وفي الوقت نفسه، يعمل على تنسيق عمل فريق التصميم والاستشاريين الذين يساهمون في مشروع البناء، وإدارة الاتصالات مع العميل. تقع مسؤولية مسائل الميزانية والجدولة ومراقبة الجودة على عاتق مدير المشروع في مكتب المهندس المعماري.

### مدير البناء
مديرو البناء يتشاركون بشكل عام في مجال التصميم والعطاءات وإدارة الاتصال وبناء المشروع، بالإضافة إلى المراحل الوسيطة وما بعد البناء.
في الولايات المتحدة، كانت الولايات هي التي تحدد المتطلبات الأهلية ضمن نطاق ولايتها. ومع ذلك، فقد قطعت العديد من الجمعيات التجارية التي تتخذ من الولايات المتحدة مقراً لها خطوات واسعة في إنشاء مجموعة من المؤهلات والاختبارات المقبولة بشكل عام لتحديد كفاءة مدير المشروع.
- تحافظ جمعية إدارة البناء الأمريكية (CMAA) على تسمية مدير البناء المعتمد (CCM). يهدف CCM إلى توحيد التعليم والخبرة والفهم المهني اللازم لممارسة إدارة البناء على أعلى مستوى.
- حقق معهد إدارة المشاريع تقدماً ملحوظاً في تحوله إلى هيئة من خلال إنشائه لشهادة إدارة المشاريع الاحترافية (PMP).
- تقوم لجنة اعتماد المقاولين التابعة للمعهد الأمريكي للمقاولين بإجراء اختبارات نصف سنوية على مستوى البلاد. تتطلب ثمانية برامج لإدارة البناء في أمريكا أن يجتاز الطلاب هذه الاختبارات قبل أن يتمكنوا من الحصول على درجة البكالوريوس في العلوم في إدارة البناء، كما تشجع 15 جامعة أخرى طلابها بنشاط على التفكير في إجراء الاختبارات.
- لقد حققت كليات البناء المرتبطة والمدارس المرتبطة بالبناء تقدمًا كبيرًا في تطوير المعايير الوطنية لبرامج التعليم في مجال البناء.

تطورت المهنة لتستوعب عشرات برامج البكالوريوس في إدارة البناء . وقد بدأت عدد من الجامعات في تقديم درجة الماجستير في إدارة المشاريع. تم تصميم برامج لتناسب المحترفين العاملين الذين لديهم خبرة في إدارة المشاريع أو خبرة مرتبطة بالمشاريع؛ فهي توفر تعليمًا أكثر عمقًا حول مجالات المعرفة بإدارة المشاريع.
تخضع مجموعات البناء التابعة للبحرية الأمريكية، الملقبة بـ SeaBees ، قيادتها لتدريب شاق. حيث لو أصبحت رقيب أول في SeaBees يعادل درجة البكالوريوس في إدارة البناء مع الاستفادة الإضافية من عدة سنوات من الخبرة في رصيده.

### مدير مشروع هندسي
في الهندسة، تتضمن إدارة المشاريع رؤية المنتج خلال مراحل التطوير والتصنيع، والعمل مع مختلف المهنيين في مختلف المجالات الهندسية والتصنيعية للانتقال إلى المنتج النهائي. اختياريًا، يمكن أن يتضمن ذلك إصدارات ومعايير مختلفة حسبما تقتضيه البلدان المختلفة، الأمر الذي يتطلب معرفة القوانين والمتطلبات والبنية الأساسية.

### مدير مشروع المطالبات التأمينية
في قطاع التأمين، يشرف مديرو المشاريع في كثير من الأحيان على إدارة ترميم منزل أو مكتب العميل بعد حريق أو فيضان أو كارثة أخرى، ويغطون مجالات الهدم والبناء.

### مدير مشروع تكنولوجيا المعلومات
تضم إدارة مشاريع تكنولوجيا المعلومات إلى قسمين، وهم مدير مشروع البرمجيات (التطوير) ومدير مشروع البنية التحتية.

#### مدير مشروع البرمجيات
يتمتع مدير مشروع البرمجيات بالعديد من المهارات التي يتمتع بها نظراؤهم في الصناعات الأخرى. إلى جانب المهارات المرتبطة عادةً بإدارة المشاريع التقليدية في الصناعات مثل البناء والتصنيع، فإن مدير مشروع البرمجيات عادةً ما يكون لديه خلفية واسعة في تطوير البرمجيات. يحمل العديد من مديري مشاريع البرمجيات درجة جامعية في علوم الكمبيوتر أو تكنولوجيا المعلومات أو إدارة أنظمة المعلومات أو أي مجال آخر ذي صلة.
في إدارة المشاريع التقليدية، غالبًا ما يتم استخدام منهجية تنبؤية ثقيلة الوزن مثل نموذج الشلال، ولكن يجب على مديري مشاريع البرامج أيضًا أن يكونوا ماهرين في منهجيات أخف وزناً وأكثر تكيفًا مثل DSDM و Scrum وXP . تعتمد منهجيات إدارة المشاريع هذه على عدم اليقين بشأن تطوير نظام برمجي جديد وتدعو إلى دورات تطوير أصغر وتدريجية. هذه الدورات التدريجية أو التكرارية مقيدة بالوقت (مقيدة بفترة زمنية معروفة، عادة من أسبوع إلى أربعة أسابيع) وتنتج مجموعة فرعية عاملة من النظام بأكمله في نهاية كل تكرار. يرجع التبني المتزايد للنهج خفيفة الوزن إلى حد كبير إلى حقيقة أن متطلبات البرمجيات معرضة جدًا للتغيير، ومن الصعب للغاية تسليط الضوء على جميع المتطلبات المحتملة في مرحلة واحدة من المشروع قبل بدء تطوير البرمجيات.
ومن المتوقع أيضًا أن يكون مدير مشروع البرمجيات على دراية بدورة حياة تطوير البرمجيات (SDLC). قد يتطلب هذا معرفة متعمقة بمتطلبات الطلب، وتطوير التطبيقات، وتصميم قواعد البيانات المنطقية والمادية والشبكات. هذه المعرفة عادة ما تكون نتيجة للتعليم والخبرة المذكورة أعلاه. لا توجد شهادة مقبولة على نطاق واسع لمديري مشاريع البرمجيات، ولكن العديد منهم سيحصلون على تسمية Project Management Professional (PMP) التي يقدمها معهد إدارة المشاريع، أو PRINCE2 أو درجة متقدمة في إدارة المشاريع، مثل MSPM أو درجة الدراسات العليا الأخرى في إدارة التكنولوجيا.

#### إدارة مشاريع البنية التحتية لتكنولوجيا المعلومات
يهتم مدير مشروع تكنولوجيا المعلومات للبنية الأساسية بكل التفاصيل المتعلقة بقسم تكنولوجيا المعلومات، بما في ذلك أجهزة الكمبيوتر والخوادم والتخزين والشبكات وجوانب منها مثل النسخ الاحتياطي واستمرارية الأعمال والترقيات والاستبدال والنمو. في كثير من الأحيان، سيتم إنشاء مركز بيانات ثانوي في موقع بعيد للمساعدة في حماية الأعمال من الانقطاعات الناجمة عن الكوارث الطبيعية أو الطقس. في الآونة الأخيرة، أصبح الأمن السيبراني مجال نمو كبير في إدارة البنية التحتية لتكنولوجيا المعلومات.
عادة ما يكون مدير مشروع البنية التحتية حاصلاً على درجة جامعية في الهندسة أو علوم الكمبيوتر، في حين تكون درجة الماجستير في إدارة المشاريع مطلوبة للمناصب العليا. إلى جانب التعليم الرسمي، يتم اعتماد معظم مديري المشاريع من المستوى العالي، من قبل معهد إدارة المشاريع، كمحترفين في إدارة المشاريع . يوفر معهد إدارة المشاريع PMI أيضًا العديد من خيارات الشهادات الإضافية، ولكن PMP هو الخيار الأكثر شعبية على الإطلاق.
مديرو مشاريع البنية التحتية مسؤولون عن إدارة المشاريع التي تتراوح ميزانياتها من بضعة آلاف من الدولارات إلى ملايين الدولارات. يتعين عليهم فهم عمل وأهداف العمل وقدرات التكنولوجيا من أجل الوصول إلى الأهداف المرجوة من المشروع. ربما يكون الجزء الأصعب من عمل مدير البنية التحتية هو ترجمة احتياجات العمل ورغباته للوصول إلى مواصفات فنية. في كثير من الأحيان، يتم الاستعانة بمحللي الأعمال للمساعدة في تلبية هذا المطلب. قد يصل حجم فريق مشروع البنية التحتية الكبير إلى عدة مئات من المهندسين والفنيين، وكثير منهم يتمتعون بشخصيات قوية ويتطلبون قيادة قوية إذا أردنا تحقيق أهداف المشروع.
بسبب التكلفة العالية لتشغيل فريق كبير من المواهب الهندسية المتخصصة في تكنولوجيا المعلومات، تقوم العديد من المؤسسات بالاستعانة بشركات خارجية لتنفيذ البنية التحتية وترقيتها. تتمتع العديد من هذه الشركات بمنظمات قوية لإدارة المشاريع تتمتع بالقدرة ليس فقط على إدارة مشاريع عملائها، بل وأيضًا على توليد إيرادات عالية الجودة في نفس الوقت.

### مدير مشروع البحث في العلوم الاجتماعية
يتمتع مديرو المشاريع في مجال العلوم الاجتماعية بالعديد من المهارات نفسها التي يتمتع بها نظراؤهم في صناعة تكنولوجيا المعلومات. على سبيل المثال، اتبع مديرو المشاريع لتعداد الولايات المتحدة لعام 2020 سياسات إدارة البرامج والمشاريع، والإطار، وعمليات الرقابة لجميع المشاريع المنشأة ضمن البرنامج. لقد أداروا مشاريع مصممة كجزء من برنامج إنتاج الإحصاءات الرسمية، مثل المشاريع في هندسة النظم، وتصميم الاستبيانات، وجمع البيانات، والاتصالات العامة.  يجب على مديري مشاريع الدراسات البحثية النوعية أيضًا إدارة النطاق والجدول الزمني والتكلفة المتعلقة بتصميم البحث وتجنيد المشاركين والمقابلات وإعداد التقارير، فضلاً عن إشراك أصحاب المصلحة. 

## قراءات الإضافية
- معهد إدارة المشاريع (PMI)، الولايات المتحدة الأمريكية
- وزارة الدفاع الأمريكية (2003). التوجيه التفسيري لمناصب مدير المشروع . أغسطس 2003.
- دليل مفتوح المصدر لمديري المشاريع . يوليو 2006.